# Claes-Göran Kjellander
Claes-Göran Kjellander, folkbokförd Klas Göran Albert Kjellander, född 6 maj 1939 i Stoby församling i Hässleholms kommun, Kristianstads län, är en svensk författare och journalist. 
Kjellander har arbetat på Norra Skåne, Kvällsposten, TT, Läkartidningen, Svenska Dagbladet och som ledarskribent på Dagens Nyheter. Han var vice ordförande i Lunds studentkår 1964. Kjellander har också författat böckerna I mänsklig makt – om politikens vardagar (Brombergs 2008) och Nöjda politiker – missnöjda väljare(Liber 1986). Han är medförfattare till Tio hundar och en katt (Brombergs 2009) samt skrifter om utbildningsfrågor.  
Han var gift första gången 1961–1974 gift med Viveca Sjöstedt (1939-2019), dotter till språkforskaren Gösta Sjöstedt, och andra gången 1977 med journalisten Lena Smedsaas (1951–2014). Han har fyra barn.